# ناصر الوهیب
ناصر الوهیب (عربی: ناصر بدر الوهيب؛ زادهٔ ۲۹ ژوئیهٔ ۱۹۸۸) بازیکن فوتبال اهل کویت است.
از باشگاه‌هایی که در آن بازی کرده‌است می‌توان به باشگاه ورزشی کاظمه کویت اشاره کرد.
وی همچنین در تیم‌های ملی فوتبال زیر ۲۳ سال کویت و کویت بازی کرده‌است.